# Johannes Graf (Maler)
Johannes Heinrich Valerius Graf (* 30. Dezember 1837 in Fraustadt, Landkreis Fraustadt, Provinz Posen; † 17. Juni 1917 in Landeck, Landkreis Habelschwerdt, Provinz Schlesien) war ein deutscher Maler, Zeichner und Bildhauer.

## Leben
Nach einer Kindheit in Posen und Niesky, Landkreis Rothenburg (Ob. Laus.), studierte Graf von 1856 bis 1858 an der Kunstakademie Berlin bei Julius Schrader sowie für zwei Semester in den Jahren 1858/59 an der Kunstakademie München. Studienreisen führten ihn in der zweiten Hälfte des Jahres 1857 ins Riesengebirge, nach Liegnitz und Breslau, 1859 in die Alpen. 1860 debütierte er auf einer Ausstellung in Berlin, anschließend bereiste er Thüringen, Naumburg, Halle und Magdeburg. Nach einem Militärdienst in Posen (1860/61) und einem Aufenthalt in Tirol (1862) ging er 1863 nach Rom. Nach Friedrich Noack weilte er dort zunächst bis zum Oktober 1864, später erneut vom Sommer 1871 bis November 1882 und beteiligte sich an Ausstellungen der deutschen Künstlerschaft im April 1879 und April 1881. In Rom freundete er sich mit Paul Schobelt und Anton Romako an. Außerdem ließ er sich dort von dem Landschaftsmaler Karl Lindemann-Frommel anleiten.
Nach kurzem Aufenthalt in Berlin ließ er sich 1882 in Landeck in der Grafschaft Glatz nieder und reiste nur noch selten, etwa 1884 erneut ins Riesengebirge und 1885 nach Bad Salzbrunn.
Graf zeichnete in seinen Studienjahren Köpfe, Tierstudien, Gewandfiguren, Akte und figurale Kompositionen (Der zwölfjährige Jesus im Tempel, 1856; Tannhäuser und Venus, 1860). Auch fertigte er Reiseskizzen mit Landschaften, Stadtansichten, Architekturmotive und Genreszenen. In Öl malte er ferner Porträts (u. a. Selbstbildnis, um 1860), Interieurs (Polnische Bauernstube, 1861) und Akte. Vom Atelierton der Münchener Schule über den Klassizismus der Deutschrömer verlief seine künstlerische Entwicklung nach 1870 hin zu einem an Courbet geschulten Naturalismus. Später entwickelte er sich zu einem Impressionisten. Zurückgezogen in Landeck lebend schuf er unzählige Bleistift- und Aquarell-Skizzen der bergigen Landschaft seiner Umgebung sowie Ölstudien, vorwiegend auf Pappe: Landschaften, Interieurs, Stillleben und Porträts, insbesondere Selbstporträts (Selbstbildnis in einer Kapuze). Außerdem beschäftigte er sich in dieser Phase seines Schaffens mit phantastischen architektonischen Studien. Ab den 1890er Jahren modellierte er kleine Tonstatuetten. Dem Kunstbetrieb war er zuletzt ein weitgehend Unbekannter, als seine Malerei auf einer Nachlassausstellung, die 1918 im Schlesischen Museum der Bildenden Künste in Breslau veranstaltet wurde, wiederentdeckt wurde.